# District de Tüp
Le district de Tüp (en kirghize : Түп району) est un raion de la province d'Yssyk-köle dans le nord-est du Kirghizistan. Son chef-lieu est le village de Tüp. Sa superficie est de 2 121 km2, et 58 786 personne y résidaient en 2009.

## Géographie
Le district est de forme allongé, coincé entre la rive nord-est du lac Yssyk Koul et la frontière sud du Kazakhstan. Il touche à son extrémité orientale le district d'Ak-Suu et celui d'Ysyk-Köl à sa pointe occidentale.

## Communautés rurales et villages
Le district de Tüp comprend 14 communautés rurales (aiyl okmotu), chacune d'elles étant constituée d'un ou plusieurs villages, :
1. Ak-Bulak
2. Aral aiyl (villages Ming-Bulak (centre), Aral, Dolon, Kosh-Debe, Sary-Döbö)
3. Issyk-Kel (villages Issyk-Kel (centre), Yntymak)
4. Kuturgu (villages Kuturgu (centre), Kichi-Örüktü, Oy-Bulak, Oy-Tal)
5. Mikhaylovka
6. Toguz-Bulak (villages Toguz-Bulak (centre), Sary-Bulun)
7. San-Tash (villages Bayzak (centre), Karkyra, Keng-Suu, San-Tash, Sary-Tölögöy)
8. Sary-Bulak (villages Balbay (centre), Kürmöntü)
9. Ak-Bulun (villages Ak-Bulun (centre), Belovodskoe, Frunzenskoe)
10. Taldy-Suu (villages Taldy-Suu (centre), Ichke-Suu, Keochu, Korumdu)
11. Karasaev (villages Tasma (centre), Toktoyan, Chong-Toguz-Bay)
12. Tüp (villages Tüp (centre), Birlik], Shaty)
13. Chong-Tash (villages Chong-Tash (centre), Jyluu-Bulak)